# Indogermánský etymologický slovník
Indogermánský etymologický slovník (německy Indogermanisches etymologisches Wörterbuch) je etymologický slovník, publikovaný v roce 1959 jazykovědcem Juliem Pokornym. Jde o zkrácené a přepracované vydání třísvazkového Srovnávacího slovníku indogermánských jazyků (Vergleichendes Wörterbuch der indogermanischen Sprachen), vydaného v letech 1927–1932 Aloisem Waldem a Juliem Pokornym. Slovník je přehledem lexikálních znalostí indogermánských jazyků počátku 20. století.